# Kentico CMS
Kentico CMS es un sistema de gestión de contenidos para el desarrollo de páginas web, tiendas en línea, intranets y comunidades web 2.0, empleado en más de 25000 sitios web alojados en alrededor de un centenar de países. Kentico CMS utiliza la tecnología ASP.NET y Microsoft SQL Server, y facilita el desarrollo mediante un motor de portales o directamente en el entorno de Visual Studio. Posee compatibilidad con Microsoft Azure.

## Historia
Kentico CMS fue desarrollado por Kentico Software, empresa fundada en 2004 por Petr Palas con sede en Brno (República Checa). Entre 2008 y 2010 la compañía abrió dos filiales en Estados Unidos y una en Reino Unido.
En 2010, Kentico Software fue calificada como la empresa checa de mayor crecimiento en la lista FAST50 (elaborada por la empresa Deloitte) debido a un aumento del 1781 % en los 5 años anteriores.

## Módulos
Las funciones de Kentico CMS cubren 5 áreas: gestión de contenidos, comercio electrónico, networking social, intranet y marketing online. El sistema contiene 40 módulos y más de 250 componentes web.

## Características
- Cuenta con apoyo de flujo de trabajo, creación automática de versiones de documentos y gestión de permisos.
- Código fuente en C# completamente disponible.[13]
- Soporte para tecnologías Ajax.
- API abierta.
- Soporte para versiones móviles de las páginas web.[14]
- Integración con Microsoft Sharepoint.[15]
- Gestión de miembros, usuarios y áreas de seguridad.
- Soporte para versiones multilingües de páginas web, Unicode e idiomas escritos de derecha a izquierda (como el árabe y el hebreo).
- Diseño y navegación flexible (menú drop-down, árboles, menú de lista UL, tablas, etc.).[16]
- Facilidad de uso para el usuario final.
- Integración de controles ASP.NET estandarizados y adaptables a las necesidades del usuario.
- Soporte para Visual Studio .NET y ASP.NET en sus versiones 2.0 y 3.5.[17]
- Editor WYSIWYG.
- Optimización de posicionamiento en buscadores (SEO).
- Uso de estándares web, como XHTML, CSS y WAI.
- Plantillas web para sitios personales, empresariales, de comercio electrónico y de otros tipos.

## Enlaces
- Sitio oficial de la empresa
- Portal para desarrolladores
- Iniciativa Trees for bugs